# Ciavoga

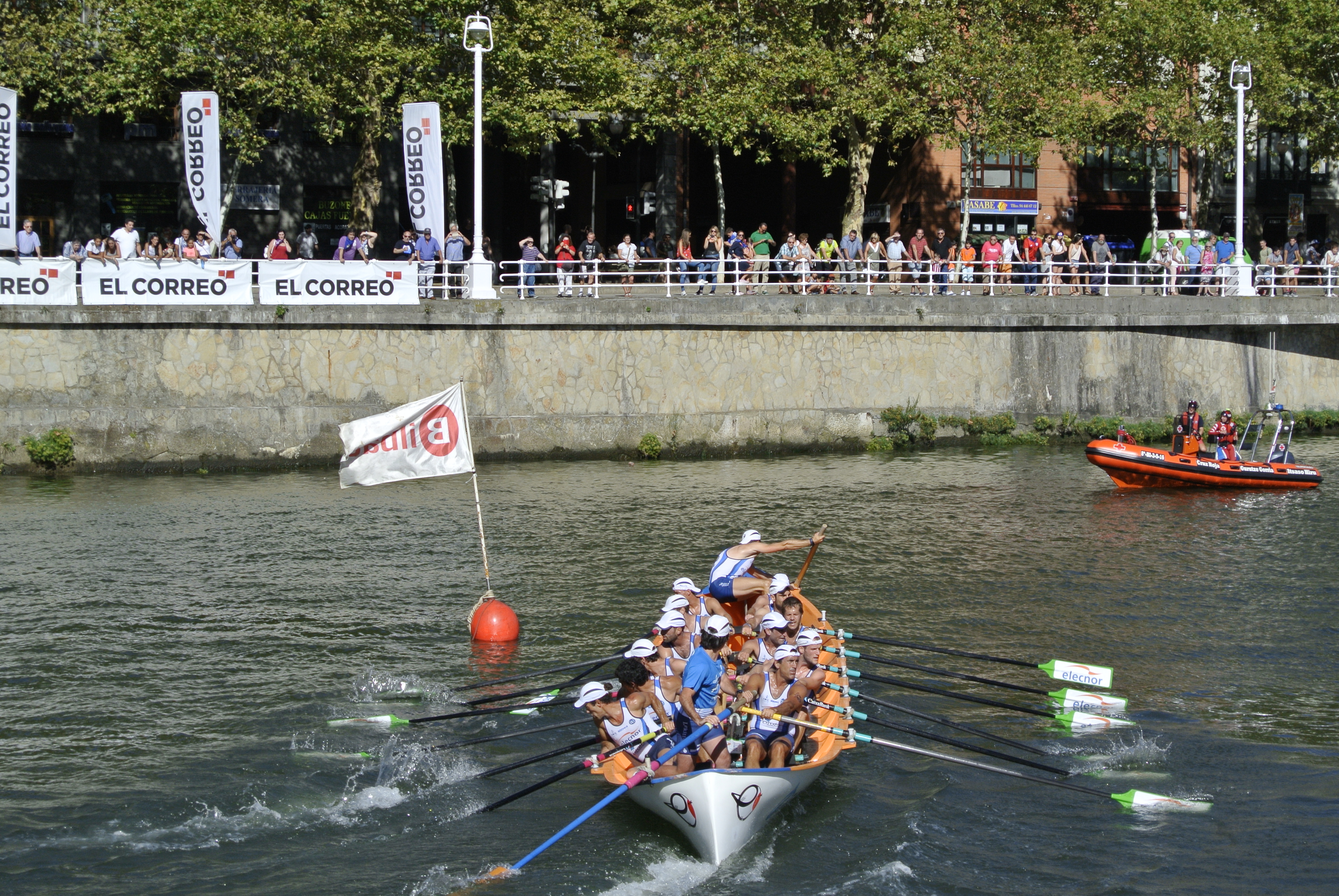
Trainera realitzant una maniobra de ciaboga

Ciavoga és la maniobra que té per objecte fer que un vaixell giri o viri en rodó en el menor espai possible.

## En embarcacions de rems
En una embarcació de rems es practica  ciant amb els de la banda cap a la qual es vol que caigui la proa i vogant en manera natural cap avant amb els de l'oposada. L'impuls dels rems per girar es fa més eficaç, sent més neta i ràpida la virada, si s'ajuda amb el timó, que es fa anar a la banda més convenient.

## En vaixells de vapor
En els  vaixells de vapor consisteix la ciavoga, no tenint més que una  hèlix, en revirar maniobrant avant i enrere amb la màquina governant convenientment amb el timó, i sent dues les hèlixs, en fer funcionar una com en la marxa cap a avant, i al mateix temps l'altra cap enrere. Si el vaixell va per avant, sigui qualsevol el sentit en què marxa la màquina, es fica el timó directe, és a dir, en el sentit en què es governa per avant; quan el vaixell està parat, el timó quedarà a la via, i quan marxa enrere, es governa en contra de el lloc per on caure la proa.

## Altres consideracions
El govern per darrere és sempre dolent, havent, per això, aprofitar la marxa avant per guanyar camí en el gir, i és convenient, per aconseguir-ho, maniobrar cap enrere amb poca màquina i ficar la canya en la seva major efecte, en tant que, en la marxa avant, es dona mitja a tota força. S'ha de tenir molt present que si l'hèlix és dreta, el que és el cas general, el vaixell té tendència a caure a estribord quan va per avant i a babord en la marxa enrere. Les condicions de vent i  corrent influeixen molt en aquesta maniobra. Quan hi ha vent l'embarcació abat amb tendència a orsar quan va per avant i a arribar a l'anar cap enrere. La ciavoga amb vent s'ha de fer amb molta màquina, perquè, la velocitat adquirida venci l'efecte d'abatiment de vent; només pot ser prudent maniobrar amb poca màquina al anar amb mar plana i brisa fluixa o en tornejos on pugui témer un abordatge.

## Fer la ciavoga
També es diu fer la ciavoga a l'operació de donar un vaixell mitja volta per fondejar en un canal o paratge estret, o, després d'haver fondejat, canviar en sentit oposat la situació de la seva popa i proa, i a l'acció de fer caure una embarcació, després d'haver clavat l'àncora que s'acaba de fondejar, fins a posar-se amb ella en la direcció del vent o del corrent.